# Victaria Saxton
Victaria Saxton (Rome, 10 novembre 1999) è una cestista statunitense, professionista nella WNBA.

## Carriera
È stata selezionata dalle Indiana Fever al terzo giro del Draft WNBA 2023 (25ª scelta assoluta).